# 走亲戚
走親戚，或稱走親、串親戚，是指年節期間親戚間互訪的禮俗，典型的例子像是：新春拜年、中秋團圓等。通過親戚間的來往探望，有越走越親的意味。

## 利益
新春孩童藉由走親的機會，通常可以從長輩得到壓歲錢。也有凝聚家庭，助實踐家庭成員之間互助關係的功能。

## 弊端
不過禮俗發展至今，傳統的大家族模式已不復在，在現代社會反造成個人自主發展的壓力，尤其在性別角色的規範，社會對於個人的角色期待常常在時隔多日的難得見面裡作為認識或者話題的依據，對平日生活中實無相當認識基礎的個體之間造成負擔。

## 參照
- 社會角色
- 壓歲錢
- 家庭